# (7600) Vacchi
(7600) Vacchi es un asteroide perteneciente al cinturón de asteroides, región del sistema solar que se encuentra entre las órbitas de Marte y Júpiter.
Fue descubierto el 9 de septiembre de 1994 por Vincenzo Silvano Casulli desde el observatorio de Colleverde.

## Designación y nombre
Designado provisionalmente como 1994 RB1 fue nombrado en honor a Ciro Vacchi (1916-1999), astrónomo aficionado y cofundador del Observatorio Astronómico de San Vittore, cerca de Bolonia. En 1974 comenzó la búsqueda de asteroides en San Vittore y tiene muchos nuevos descubrimientos en su haber. Hoy en día sigue siendo un referente en la comunidad italiana de astrometristas aficionados.

## Características orbitales
Vacchi está situado a una distancia media del Sol de 2,711 ua, pudiendo alejarse hasta 2,771 ua y acercarse hasta 2,652 ua. Su excentricidad es 0,022 y la inclinación orbital 8,570 grados. Emplea 1630,54 días en completar una órbita alrededor del Sol.

## Características físicas
La magnitud absoluta de Vacchi es 13,67. Tiene 9,084 km de diámetro y su albedo se estima en 0,112.